# Feiner Kristóf
Feiner Kristóf (16. század) kanonok.

## Élete
1549-ben esztergomi kanonokká nevezték ki, 1550 és 1559 között Tornai főesperes volt.

## Munkája
Clypeus defensorius Ecclesiae Cath. in Questione sub utraque spetie Sacramenti ex doctorum sententia pro simplicibus Sacerdotibus, per Magistrum Christophorum Feinerinum Archidiaconum Thornen. Sacellanum Regium nouiter aeditus. Anno… Quinquagesimo. Viennae Austriae ex Officina Typogr. Joannis Carbonis. 4-rét. (A Ferdinánd királyhoz intézett ajánló levélből látjuk, hogy Feiner Mária királynénknak kapitánya volt. E levélben igy irja alá magát. Vig. quarto Febr. Christ. Feinerus Archidiac. Thurnensis. Szerző 1879-ig irodalmunkban még névről sem volt ismeretes. Csak a Memoria Basilicae Strigon. 143. l. említi hibásan igy: Christ. Tajner Archidiac. 1559. Szerző az egy szin alatti áldozás mellett harcolt. A címsorok e szavaiból: noviter editus, azt lehet következtetni, hogy e mű már előbb is megjelent, de akkor szerző címe más lehetett, mert tornai főesperes csak 1549 óta volt).